# Балканиди
Балканидите представляват младонагъната морфоструктура, състояща се от следните надлъжно разположени зони – Предбалканска, Кулска, Западнобалканска, Източнобалканска, Средногорска, Краищенска, Сакар-Странджанска тектонски зони и Родопска област, отделени от големи разломи – Предбалкаски и Задбалкански.